# Деметр
Деметр, також Денетріос (вірм. Դեմետր) — бог у вірменській міфології, брат Гісане.

## Опис
Згідно з міфом, князі Деметр і Гісане, брати, які родом з Індії. Вони викликали гнів свого правителя і втекли у Вірменію. Цар Вагаршак дарував їм країну Тарон (Західна Вірменія, на сході сучасної Туреччини), в якій вони побудували місто Вішап. Через 15 років цар убив обох братів, а владу в Тароні передав їхнім трьом синам, які спорудили на горі Карке статуї своїх батьків-богів Деметра і Гісане, а служіння їм доручили своєму роду.
Оскільки Гісане був довговолосим, то і служителі його культу відпускали довге волосся; прийнявши християнство. В пам'ять своєї давньої віри вони стали залишати на голові дітей косу.
Ім'я Гісане («довговолосий») спочатку було, швидше за все, епітетом Деметра, пізніше було переосмислено як самостійний персонаж — брат Деметра.

### Походження імені
Ім'я Деметр, мабуть, сходить до імені богині Деметри (називалася іноді вірменами Сандарамет). Ймовірно, в районі, де стояли ідоли Деметра і Гісане, у древніх вірменів шанувалося божество Сандарамет-Деметр, а так як слово сандарамет вірменською мовою означає «земля», «надра землі» і «пекло», то ця місцевість вважалася воротами до пекла.